# قرة تبة (ميان كالة)
قرة تبة (بالفارسية: یعقوب‌لنگه) هي قرية تقع في إيران في قسم ميان كالة الريفي. يقدر عدد سكانها بـ 1246 نسمة بحسب إحصاء 2016.